# Sergio Azzolini
Sergio Azzolini (* 1967 in Bozen) ist ein italienischer Fagottist.

## Leben
Sergio Azzolini studierte von 1978 bis 1985 bei Romano Santi am Monteverdi-Konservatorium seiner Heimatstadt und anschließend an der Musikhochschule Hannover bei Klaus Thunemann. Schon während dieser Zeit war er Solo-Fagottist im European Community Youth Orchestra.
Neben seiner solistischen Tätigkeit auf dem modernen Fagott hat sich Azzolini in den letzten Jahren intensiv mit dem Barockfagott auseinandergesetzt. Er gilt heute als der Solist auf diesem Instrument. So spielt Azzolini beispielsweise unter der Leitung von Christophe Coin im Ensemble Baroque Limoges, bei La Stravaganza Köln, den Sonatori de la Gioiosa Marca, L’aura soave Cremona, Parnassi musici, dem Collegium 1704 oder mit der Holland Baroque Society. Ein besonderer Schwerpunkt liegt seit 2013 auf der Zusammenarbeit mit seinem eigenen Barockorchester L’Onda Armonica.
Azzolini war Mitglied des „Sabine Meyer Bläserensembles“, des „Ma'alot Quintetts“ (siehe Auszeichnungen) und von 2002 bis 2007 künstlerischer Leiter der Kammerakademie Potsdam.
Nach einer Professur an der Hochschule für Musik und Darstellende Kunst Stuttgart ist Azzolini von 1998 Professor für Fagott und Kammermusik an der Hochschule für Musik in Basel. Zudem gibt er viele Meisterkurse, u. a. an der Musikhochschule Weimar, am Konservatorium Wien und im Rahmen des Internationalen Instrumentalwettbewerb Markneukirchen.

## Auszeichnungen
Azzolini gewann etliche renommierte Wettbewerbe:
- Carl Maria von Weber-Wettbewerb
- Wettbewerb des „Prager Frühlings“
- ARD Musikwettbewerb – bei diesem international renommierten Wettbewerb gewann Azzolini gleich zwei Mal: 1989 den 1. Preis in der Kategorie Bläserquintett und 1990 den 2. Preis (bei Nichtvergabe des 1. Preises) in der Kategorie Fagott.

## CD-Veröffentlichungen (Auswahl)
- C. P. E. Bach, Bassoon Music (Sony Classical)
- A. Vivaldi, Concerti per fagotto (Naive), für „Concerti per fagotto 1“ ECHO Klassik 2011 als „Die Konzerteinspielung des Jahres“
- G. Rossini, Fagottkonzert (Arts)
- Fagottkonzerte des 20. Jahrhunderts (Capriccio)
- J. S. Bach, Rekonstruierte Fagottkonzerte (Sony Classical)